# Баяндин, Пётр Андреевич
Пётр Андре́евич Бая́ндин (12 июля 1907 года — 14 марта 1993 года) — врач-хирург, организатор системы здравоохранения в Мурманской области. Герой Социалистического Труда.

## Биография

### Ранние годы
Пётр Баяндин родился 12 июля 1907 года в крестьянской семье в деревне Карасово Пермской губернии Российской империи. По национальности коми-пермяк. С 1924 года занимал должность секретаря РИК города Кудымкар и являлся членом окружного комитета РКСМ.
В 1930 году окончил медицинский факультет Пермского государственного университета, после чего работал деканом лечебного факультета университета. В следующие десять лет Пётр Андреевич сменил несколько мест работы — в 1934 году был переведён на должность заведующего хирургическим отделением Коми-Пермяцкой окружной больницы в Кудымкаре, с 1935 года в ранге майора медицинской службы являлся старшим военным врачом 70-го артиллерийского полка, а с 1936 года — ординатором городской больницы города Пушкина Ленинградской области, одновременно занимая должность заведующего филиалом Ленинградского института переливания крови.

### В Мурманской области
В Мурманскую область Пётр Баяндин переехал в 1938 году, будучи назначенным на место главного врача 2-й городской больницы города Мурманска. Главным врачом он оставался и в годы Великой Отечественной войны, когда на месте больницы был образован военный госпиталь. После войны Баяндин остался в Мурманской области и в 1947 году был переведён на должность главного врача Мурманской областной клинической больницы (МОКБ), основанной за год до этого.
В 1950 году Пётр Андреевич Баяндин получил пост главного хирурга Мурманской области, занимая при этом должность заведующего хирургическим отделением МОКБ. В 1955 году стал заведующим организованным им отделением грудной хирургии, на этой должности Баяндин оставался в течение 33 лет, до 1988 года. В 1989 году, за год до пенсии, он являлся первым заведующим кардиохирургического отделения МОКБ, которое так же создал сам. На пенсию Пётр Андреевич вышел в 1989 году.
Баяндин П. А. умер в Мурманске в 1993 году в возрасте 85 лет и был похоронен на новом городском кладбище.

### Заслуги
За время пребывания в Мурманской области Пётр Андреевич Баяндин внёс большой вклад в развитие здравоохранения Кольского края. По инициативе Баяндина возникла областная станция переливания крови с филиалами по всей области — в Кандалакше, Мончегорске и Кировске. Пётр Андреевич был одним из разработчиков нового успешного метода хирургического лечения язвенной болезни желудка, под его руководством в области была основана школа грудной хирургии, а в Мурманской областной клинической больнице им были организованы отделения грудной и кардиохирургии. Кроме того, Пётр Баяндин лично занимался подготовкой квалифицированных медицинских кадров.
Пётр Андреевич являлся депутатом городского Совета Мурманска первого созыва, принимал участие в пленумах Микоянского РК, Мурманского ГК ВКП(б). В 1966 году «за особые заслуги в развитии промышленности, строительства и здравоохранения Мурманской области» указом Президиума Верховного Совета СССР от 27 апреля Баяндину Петру Андреевичу было присвоено почётное звание Героя Социалистического Труда и вручены орден Ленина и золотая медаль «Серп и Молот».

### Память
С 1984 года Пётр Баяндин является почётным гражданином Мурманска, а в 2003 году Мурманской областной клинической больнице, в которой Баяндин проработал почти с самого её создания в течение 42 лет, было присвоено его имя.

## Награды и звания
- медаль «Серп и Молот» Героя Социалистического Труда
- орден Октябрьской Революции
- Красной Звезды
- медаль «За оборону Советского Заполярья»
- медаль «За доблестный труд в Великой Отечественной войне 1941—1945 гг.»
- звание заслуженного врача Российской Федерации
- Почётный гражданин города Мурманска